# 龍源寺 (鈴鹿市)
龍源寺（りゅうげんじ）は、三重県鈴鹿市にある臨済宗の寺院。山号は瑞雲山。

## 歴史
鎌倉時代からの宝物として涅槃図、地蔵菩薩半跏像などが存在していることから、当時から歴史はあると推定されるが、現在の山号・名称での開山は室町時代、妙心寺第三十世 江南殊栄を請した禅の修行道場であったとされている。